# Pd13
Pd13 – polskie oznaczenie parowozu pospiesznego austro-węgierskiej serii kkStB 106. Parowóz miał układ osi 2'B, wykorzystywał parę nasyconą i silnik sprzężony. W służbie PKP w okresie międzywojennym znajdowało się 8 egzemplarzy tego parowozu.

## Historia powstania
Parowóz pospieszny serii 106 c.k. Kolei Państwowych (kkStB) stanowił ulepszenie konstrukcji parowozu serii 6 (Pd12), opracowanego przez Karla Gölsdorfa. Głównymi zmianami było zwiększenie średnicy niskoprężnego (lewego) cylindra z 740 na 760 mm, nieznaczne zwiększenie powierzchni rusztu (z 2,9 do 3 m²) oraz modyfikacja wózka tocznego, którego osie otrzymały hamulce, co skompensowano obniżeniem masy przedniej części ostoi.
W latach 1898–1902 wyprodukowano 99 lokomotyw serii 106 w trzech austriackich fabrykach: StEG, Wiener Neustädter Lokomotivfabrik (WNL) i Lokomotivfabrik Floridsdorf (WLF). Otrzymały one na kolei numery od 10601 do 10699, od 1905 roku zmienione na 106.01 do 106.99.
Dalsze 27 lokomotyw było zbudowanych przez fabryki StEG, Floridsdorf i Budapeszt (5 sztuk) w latach 1898–1903 dla austriackiej Kolei Południowej (Südbahn), gdzie weszły do służby pod numerami 101 do 122 i 125 do 129.

## Służba po I wojnie światowej
Po zakończeniu I wojny światowej ponad połowa lokomotyw trafiła do nowo powstałych państw po rozpadzie monarchii austro-węgierskiej, w tym do Polski w liczbie 8 sztuk, które otrzymały oznaczenie serii Pd13 i numery Pd13-1 do Pd13-8. W służbie PKP II Rzeczypospolitej prowadziły pociągi osobowe i pospieszne głównie na południu kraju w DOKP Kraków i DOKP Stanisławów. Egzemplarze o numerach od Pd13-1 do Pd13-5 skreślono ze stanu w latach 1936–1938.
Trzy pozostałe polskie lokomotywy wcielono do zarządu kolei Ludowego Komisariatu Transportu (NKPS) ZSRR po inwazji radzieckiej 17 września 1939. Porzucone w czerwcu 1941, zostały zdobyte przez III Rzeszę. Wcielono je do DR jako serię BR 1310, o numerach inwentarzowych od 13 101 do 13 103. Służyły w zarządzie Ostbahn. Pod koniec wojny ewakuowano je do Austrii, skąd wróciły do Polski w 1948 w ramach rewindykacji dóbr. Do serii Pd13 po wojnie zaliczono tylko jedną lokomotywę (dawna Pd13-7, nowy numer Pd13-1), lecz nie została ona w ogóle uruchomiona. Dwa pozostałe egzemplarze błędnie zaliczono do serii PKP Pd4, której pochodzenie było niemieckie, a nie austriackie (numery Pd4-12 i 13). Skreślono je z inwentarza już w latach 1950–1951.
45 lokomotyw znalazło się po I wojnie światowej w Czechosłowacji, z czego 43 weszły do eksploatacji na kolejach ČSD, otrzymując oznaczenie jako seria 264.1 (numery 264.101 do 264.143). Służyły one do 1950 roku.
Pojedyncze egzemplarze trafiły po I wojnie światowej na koleje jugosłowiańskie (jako JDŽ 104-001) i włoskie (jako 554.001). Jeszcze podczas I wojny światowej, w 1914 trzy trafiły na koleje rosyjskie. Pozostałe jeździły na Kolejach Austriackich (BBÖ/ÖBB) do końca lat 50.
Spośród lokomotyw serii 106 z kolei Südbahn, 9 przeszło na koleje węgierskie MÁV (numery 224,301 do 224,309), a pozostałe 18 zostało przekazanych kolejom SHS, późniejszej Jugosławii, gdzie otrzymały numery JDŽ 104-002 do 104-019. Jugosłowiańskie lokomotywy wycofano w latach 30., a węgierskie w latach 1950–1953.

## Opis
Parowóz pospieszny z dwucylindrowym silnikiem sprzężonym, na parę nasyconą, o układzie osi 2'B. Zasadniczo konstrukcja i wymiary były analogiczne do parowozu serii 6. Kocioł był dość wysoko podniesiony (oś kotła na wysokości 2590 mm), o sporej powierzchni ogrzewalnej i dużym ruszcie (3,0 m² – powiększony o 0,1 m² w stosunku do serii 6). Kocioł miał 205 płomieniówek, nie posiadał przegrzewacza. Parowóz miał ciekawą, charakterystyczną dla niektórych austriackich parowozów architekturę, dzięki dwóm kołpakom na górze kotła, połączonym poziomą rurą, pełniącą rolę osuszacza pary. Tylny kołpak mieścił zbieralnik pary, a przedni przepustnicę suwakową. Z pierwszego kołpaka był po prawej stronie wyprowadzony zewnętrzny przewód pary do prawego cylindra (wysokoprężnego). W odróżnieniu od serii 6, zawory bezpieczeństwa na poziomej rurze zastąpiono przez zawór z tyłu zbieralnika pary. Typowo dla austriackich parowozów, dymnica miała dwudrzwiowe drzwiczki.
Ostoja parowozu była wewnętrzna. Koła napędne miały średnicę 2,1 m, napędzana była pierwsza oś wiązana. Rozstaw sztywny osi wiązanych wynosił 2800 mm. Przedni dwukołowy wózek toczny o dużym rozstawie osi 2700 mm, osadzony był na obrotowym sworzniu i przejmował prawie połowę masy parowozu.
Parowóz miał dwucylindrowy silnik sprzężony, z suwakami płaskimi, mechanizmem rozrządu Heusingera i mechanizmem rozruchowym systemu Gölsdorfa. Średnica cylindrów wynosiła 500 mm i 760 mm, skok tłoka 680 mm. W odróżnieniu od serii 6, hamulce były na koła wiązane oraz koła toczne.
Z parowozem stosowano różne typy tendrów, typowo trzyosiowy o pojemności 16,7 m³ wody i 8,5 t węgla i masie służbowej 39 t (polskie oznaczenie 17C11).
Rozwinięciem konstrukcji lokomotyw serii 106 była seria 206 (Pd14).